# Farson, Wyoming
Farson är en ort (census-designated place) i Sweetwater County i södra delen av delstaten Wyoming i USA. Befolkningen var 313 invånare vid 2010 års federala folkräkning. 
Farson ligger vid U.S. Route 191 omkring 65 km norr om Rock Springs, vid den punkt där Route 191 korsar Wyoming Highway 28 ("South Pass Highway"). South Pass ligger omkring 70 km åt nordost. Orten gränsar i söder direkt till grannorten Eden.
Orten har en gemensam skola med grannorten Eden, Farson-Eden School, som tillhör Sweetwater Countys 1:a skoldistrikt och erbjuder undervisning upp till årskurs 12.